# مارتن سميث (سياسي)
مارتن سميث (بالإنجليزية: Martin Smyth) هو سياسي بريطاني، ولد في 15 يونيو 1931 في المملكة المتحدة. حزبياً، نشط في حزب ألستر الوحدوي.

## مناصب
- في الانتخابات الفرعية في مجلس العموم البريطاني [الإنجليزية]‏، انتخب عضو البرلمان الثامن والأربعون للمملكة المتحدة عن دائرة بلفاست الجنوبية خلال فترته النيابية ‏ (4 مارس 1982 – 13 مايو 1983).
- في 1986 Belfast South by-election [الإنجليزية]‏، انتخب عضو البرلمان التاسع والأربعون للمملكة المتحدة عن دائرة بلفاست الجنوبية خلال فترته النيابية ‏ (23 يناير 1986 – 18 مايو 1987).
- في الانتخابات العمومية للمملكة المتحدة 1983 [الإنجليزية]‏، انتخب عضو البرلمان التاسع والأربعون للمملكة المتحدة عن دائرة بلفاست الجنوبية خلال فترته النيابية ‏ (9 يونيو 1983 – 17 ديسمبر 1985).
- في الانتخابات العمومية للمملكة المتحدة 1987 [الإنجليزية]‏، انتخب عضو البرلمان الخمسون للمملكة المتحدة عن دائرة بلفاست الجنوبية خلال فترته النيابية ‏ (11 يونيو 1987 – 16 مارس 1992).
- في الانتخابات العامة في المملكة المتحدة 1992 [الإنجليزية]‏، انتخب عضو البرلمان الحادي والخمسون للمملكة المتحدة عن دائرة بلفاست الجنوبية خلال فترته النيابية ‏ (9 أبريل 1992 – 8 أبريل 1997).
- في انتخابات الجمعية التشريعية لأيرلندا الشمالية 1982 [الإنجليزية]‏، انتخب عضو الجمعية التشريعية لأيرلندا الشمالية 1982-1986 ‏ وقد انضم خلال فترته النيابية ‏  للكتلة البرلمانية حزب ألستر الوحدوي.
- في الانتخابات العامة في المملكة المتحدة 1997 [الإنجليزية]‏، انتخب عضو البرلمان الثاني والخمسون للمملكة المتحدة عن دائرة بلفاست الجنوبية وقد انضم خلال فترته النيابية ‏ (1 مايو 1997 – 14 مايو 2001)  للكتلة البرلمانية حزب ألستر الوحدوي.
- انتخب عضو برلمان المملكة المتحدة الـ53 عن دائرة بلفاست الجنوبية وقد انضم خلال فترته النيابية ‏ (9 يناير 2004 – 11 أبريل 2005)  للكتلة البرلمانية حزب ألستر الوحدوي.
- انتخب عضو برلمان المملكة المتحدة الـ53 عن دائرة بلفاست الجنوبية وقد انضم خلال فترته النيابية ‏ (23 يونيو 2003 – 8 يناير 2004)  للكتلة البرلمانية مستقل.
- في الانتخابات العامة في المملكة المتحدة 2001، انتخب عضو برلمان المملكة المتحدة الـ53 عن دائرة بلفاست الجنوبية وقد انضم خلال فترته النيابية ‏ (7 يونيو 2001 – 22 يونيو 2003)  للكتلة البرلمانية حزب ألستر الوحدوي.